# Nea Zichni
Nea Zichni (in greco Νέα Ζίχνη?) è un comune della Grecia situato nella periferia della Macedonia Centrale (unità periferica di Serres) con 13.813 abitanti secondo i dati del censimento 2001.
A seguito della riforma amministrativa detta Programma Callicrate in vigore dal gennaio 2011 che ha abolito le prefetture e accorpato numerosi comuni, la superficie del comune è ora di 404 km² e la popolazione è passata da 10.952 a 13.813 abitanti.
Collocata alle pendici della catena montuosa Menoikio, in un territorio comunale caratterizzato dal corso dei fiumi Strymon e Angitis, da una ricca idrografia ipogea, da antiche miniere di marmo e ferro, terrazza naturale con affaccio sul monte Pangaio.

## Storia
Il territorio di Nea Zichni fu popolato sin dall'antichità. Abbiamo evidenze di insediamenti in epoca trace e poi macedone con Gasoros e poi in epoca romana con Strymon. 
Nel periodo bizantino fu città fortificata caratterizzata dal dominio della dinastia degli Angelos almeno fino alle confische del 1342, operate nel contesto della guerra civile bizantina per la reggenza dell'infante Giovanni V Paleologo .

## Edifici religiosi
- Cattedrale di San Giorgio (Nea Zichni)